# Cel profund
Cel profund és un terme astronòmic utilitzat per referir-se als objectes astronòmics més feblement visibles a grans distàncies de la Terra com cúmuls estel·lars, nebuloses i galàxies. En general els objectes de l'espai profund apareixen registrats en diferents catàlegs astronòmics com el catàleg Messier o el New General Catalogue (NGC). El telescopi que ha realitzat observacions d'objectes a major distància de la Terra és el Telescopi espacial Hubble i una de les seves imatges més famoses és coneguda com a camp Profund del Hubble.
Per distingir els objectes de cel profund, s'estableixen categories pel que fa al tipus d'objecte, la seva brillantor i la seva grandària. De la mateixa manera, es distingeixen les magnituds relatives (les observades a visualment) de les absolutes (les que s'obtenen d'un càlcul de les anteriors en funció de la distància de l'objecte). En els catàlegs més comuns s'estableixen números d'objecte en funció de l'ordre en què han estat descoberts. Hi ha una quantitat immensa d'objectes de cel profund, podríem dir que més de mil milions. Per descomptat, tot depèn del que considerem un objecte de cel profund: una galàxia, un cúmul estel·lar, o un núvol de pols galàctica, un forat negre distant ... Habitualment, es consideren objectes de cel profund aquells que són visualment distingibles de la resta en una fotografia, encara que cal puntualitzar que mitjançant una anàlisi del desplaçament al vermell de l'espectre de l'objecte (Efecte Doppler-Fizeau), es podrien diferenciar dos objectes aparentment units.
En dir "mida", cal distingir si ens referim a la mida real de l'objecte, habitualment mesurat en anys llum, o grandària relativa de l'objecte, mesurat en unitats d'arc, o segons d'arc. Un objecte típic de cel profund visible a ull nu, posem per exemple la Galàxia d'Andròmeda o M31, té una magnitud relativa (o aparent) de 3,4, i una mida relativa de 3x1 º aproximadament. Tenint en compte que la Lluna té una mida relativa d'aproximadament mig grau, podríem pensar que la Galàxia d'Andròmeda es veurà més gran a simple vista, però això no és així, perquè pel seu baix lluentor superficial i el fet que empal·lideix en acostar-se a les vores, amb instruments normals només podem veure el seu nucli, d'una mida molt menor de mig grau, fins al punt que és gairebé inapreciable, tret que la nit sigui molt clara.